# Perdita pubescens
Perdita pubescens är en biart som beskrevs av Timberlake 1968. Perdita pubescens ingår i släktet Perdita och familjen grävbin. Inga underarter finns listade i Catalogue of Life.